# Řádová velikost (délka)
Řádová velikost podle délky je velikost délky, která je udána v číselných řádech, čili v rozmezí násobků deseti.

## Tabulka
Následující tabulka umožňuje porovnání řádové velikosti délkových rozměrů některých význačných objektů.
| 0          |                                                    | 0                                          | Gravitační singularita, fyzikální veličiny a známé zákony fyziky v tomto stavu přestávají dávat smysl                              |            |                                       |
| 10−35      |                                                    | 1,6×10−35 m                                | Planckova délka, nejmenší délka, která má podle aktuálního poznání fyzikální smysl                                                 |            |                                       |
| …          |                                                    |                                            | |            |                                       |
| 10−24      | 1 yoktometr (ym)                                   |                                            | |            |                                       |
| 10−23      | 10 ym                                              |                                            | |            |                                       |
| 10−22      | 100 ym                                             |                                            | |            |                                       |
| 10−21      | 1 zeptometr (zm)                                   |                                            | 310 zeptometrů (3,10.10−19), De Broglieho vlnová délka protonů ve Velkém hadronovém urychlovači (4 TeV v roce 2012)                |            |                                       |
| 10−19      | 100 zm                                             |                                            | |            |                                       |
| 10−18      | 1 attometr (am)                                    |                                            | Kvark |            |                                       |
| 10−18      | 1 attometr (am)                                    | Citlivost LIGO, detektoru gravitačních vln | |            |                                       |
| 10−17      | 10 am                                              |                                            | |            |                                       |
| 10−16      | 100 am                                             |                                            | |            |                                       |
| 10−15      | 1 femtometr (fm)                                   |                                            | Proton, poloměr protonu je 0,83 femtometru nebo 0,83.10−15)                                                                        |            |                                       |
| 10−15      | 1 femtometr (fm)                                   | 2,8×10−15 m                                | Klasický poloměr elektronu |            |                                       |
| 10−14      | 10 fm                                              |                                            | Atomové jádro |            |                                       |
| 10−14      | 10 fm                                              | Dosah slabé interakce                      | |            |                                       |
| 10−13      | 100 fm                                             |                                            | |            |                                       |
| 10−12      | 1 pikometr (pm)                                    |                                            | Vzdálenost mezi atomovými jádry v bílém trpaslíkovi                                                                                |            |                                       |
| 10−12      | 1 pikometr (pm)                                    | 2,4×10−12 m                                | Comptonova vlnová délka elektronu                                                                                                  |            |                                       |
| 10−11      | 10 pm                                              | 25 pm                                      | Poloměr vodíkového atomu |            |                                       |
| 10−11      | 10 pm                                              | 53 pm                                      | Bohrův poloměr |            |                                       |
| 10−10      | 100 pm                                             | 100 pm                                     | 1 ångström |            |                                       |
| 10−10      | 100 pm                                             | 0,1 nm – 10 nm                             | Vlnová délka rentgenového záření                                                                                                   |            |                                       |
| 10−10      | 100 pm                                             | 100 pm                                     | Kovalentní poloměr atomu síry |            |                                       |
| 10−10      | 100 pm                                             | 154 pm                                     | Délka typické kovalentní vazby (C–C)                                                                                               |            |                                       |
| 10−10      | 100 pm                                             | 225 pm                                     | Kovalentní poloměr atomu cesia |            |                                       |
| 10−10      | 100 pm                                             | 500 pm                                     | Šířka proteinové alfa šroubovice                                                                                                   |            |                                       |
| 10−9       | 1 nanometr (nm)                                    | 2 nm                                       | Průměr šroubovice DNA |            |                                       |
| 10−8       | 10 nm                                              | 10–400 nm                                  | Vlnová délka ultrafialového záření                                                                                                 |            |                                       |
| 10−8       | 10 nm                                              | 20 nm                                      | Tloušťka bakteriálního bičíku |            |                                       |
| 10−8       | 10 nm                                              | 32 nm                                      | Rozměr nejmenších součástek v moderním integrovaném obvodu                                                                         |            |                                       |
| 10−8       | 10 nm                                              | 90 nm                                      | Virus HIV |            |                                       |
| 10−7       | 100 nm                                             | 100 nm                                     | Největší částice, která projde chirurgickou rouškou                                                                                |            |                                       |
| 10−7       | 100 nm                                             | 120 nm                                     | Největší částice, která projde filtrem ULPA                                                                                        |            |                                       |
| 10−7       | 100 nm                                             | 300 nm                                     | Největší částice, která projde filtrem HEPA                                                                                        |            |                                       |
| 10−7       | 100 nm                                             | 380–430 nm                                 | Vlnová délka fialového světla |            |                                       |
| 10−7       | 100 nm                                             | 430–500 nm                                 | Vlnová délka modrého světla |            |                                       |
| 10−7       | 100 nm                                             | 500–520 nm                                 | Vlnová délka azurového světla |            |                                       |
| 10−7       | 100 nm                                             | 520–565 nm                                 | Vlnová délka zeleného světla |            |                                       |
| 10−7       | 100 nm                                             | 565–590 nm                                 | Vlnová délka žlutého světla |            |                                       |
| 10−7       | 100 nm                                             | 590–625 nm                                 | Vlnová délka oranžová světla |            |                                       |
| 10−7       | 100 nm                                             | 625–740 nm                                 | Vlnová délka červeného světla |            |                                       |
| 10−6       | 1 mikrometr (µm)                                   | 1–10 µm                                    | Průměr typické bakterie |            |                                       |
| 10−6       | 1 mikrometr (µm)                                   | 1,55 µm                                    | Vlnová délka světla používaného v optických vláknech                                                                               |            |                                       |
| 10−6       | 1 mikrometr (µm)                                   | 6–8 µm                                     | Lidská červená krvinka |            |                                       |
| 10−6       | 1 mikrometr (µm)                                   | 6 µm                                       | Spóra anthraxu |            |                                       |
| 10−6       | 1 mikrometr (µm)                                   | 7 µm                                       | Tloušťka vlákna pavučiny |            |                                       |
| 10−6       | 1 mikrometr (µm)                                   | 7 µm                                       | Průměr buněčného jádra Eukaryot |            |                                       |
| 10−5       | 10 µm                                              | 10 µm                                      | Průměr typické kapičky vody v mlze či oblaku                                                                                       |            |                                       |
| 10−5       | 10 µm                                              | 10 µm                                      | Tloušťka bavlněného vlákna |            |                                       |
| 10−5       | 10 µm                                              | 13 µm                                      | Tloušťka nylonového vlákna |            |                                       |
| 10−5       | 10 µm                                              | 15 µm                                      | Tloušťka vlákna hedvábí |            |                                       |
| 10−5       | 10 µm                                              | 17 µm                                      | Výměšky roztočů |            |                                       |
| 10−5       | 10 µm                                              | 15 µm                                      | Tloušťka vlákna vlny |            |                                       |
| 10−5       | 10 µm                                              | 25,4 µm                                    | 1 mil (nebo "thou"), tisícina palce, 1 mm = 39 mil (přibližně)                                                                     | 50 µm      | Krásnoočko štíhlé, druh bičíkaté řasy |
| 10−5       | 10 µm                                              | 80 µm                                      | Typický průměr lidského vlasu (rozsah cca 18–180 µm)                                                                               |            |                                       |
| 10−5       | 10 µm                                              | 10−4                                       | 100 µm | 125 µm     | Roztoči                               |
| 200 µm     | Trepka velká, druh prvoka                          | 10−4                                       | 100 µm |            |                                       |
| 300 µm     | Thiomargarita namibiensis, největší známá bakterie | 10−4                                       | 100 µm |            |                                       |
| 500 µm     | Mikromotor MEMS                                    | 10−4                                       | 100 µm |            |                                       |
| 500 µm     | Průměr lidského vajíčka                            | 10−4                                       | 100 µm |            |                                       |
| 500 µm     | Měňavka velká, druh amébovitého prvoka             | 10−4                                       | 100 µm |            |                                       |
| 10−3       | 1 milimetr (mm)                                    |                                            | |            |                                       |
| 10−3       | 1 milimetr (mm)                                    | 2,54 mm                                    | 1/10 palce; vzdálenost mezi nožičkami starších elektronických součástek DIP                                                        |            |                                       |
| 10−3       | 1 milimetr (mm)                                    | 5 mm                                       | Červený mravenec |            |                                       |
| 10−3       | 1 milimetr (mm)                                    | 7,62 mm                                    | Běžná ráže vojenských zbraní |            |                                       |
| 10−2       | 1 centimetr (cm)                                   | 1,5 cm                                     | Největší komáři |            |                                       |
| 10−2       | 1 centimetr (cm)                                   | 2,54 cm                                    | Palec (in) |            |                                       |
| 10−2       | 1 centimetr (cm)                                   | 4,3 cm                                     | Průměr golfového míčku |            |                                       |
| 10−1       | 1 decimetr (dm)                                    | 10 cm                                      | Vlnová délka nejkratšího záření v oblasti UHF (3 GHz)                                                                              |            |                                       |
| 10−1       | 1 decimetr (dm)                                    | 10 cm                                      | Průměr děložního hrdla na začátku druhé fáze porodu                                                                                |            |                                       |
| 10−1       | 1 decimetr (dm)                                    | 12 cm                                      | Vlnová délka rádiového záření o frekvenci 2,4 GHz (pásmo ISM)                                                                      |            |                                       |
| 10−1       | 1 decimetr (dm)                                    | 22 cm                                      | Průměr fotbalového míče |            |                                       |
| 10−1       | 1 decimetr (dm)                                    | 30,48 cm                                   | Stopa (ft) |            |                                       |
| 10−1       | 1 decimetr (dm)                                    | 90 cm                                      | Typická délka rapíru, meče pro sportovní šerm                                                                                      |            |                                       |
| 10−1       | 1 decimetr (dm)                                    | 91 cm                                      | Yard (yd) |            |                                       |
| 100        | 1 metr (m)                                         | 1,4 m                                      | Normální rozchod železničních kolejí                                                                                               |            |                                       |
| 100        | 1 metr (m)                                         | 1,7 m                                      | Průměrná výška člověka |            |                                       |
| 100        | 1 metr (m)                                         | 2,43 m                                     | Výška volejbalové sítě v zápasech mužů (2,24 m u žen)                                                                              |            |                                       |
| 100        | 1 metr (m)                                         | 2,45 m                                     | Světový rekord ve skoku vysokém (Javier Sotomayor)                                                                                 |            |                                       |
| 100        | 1 metr (m)                                         | 2,72 m                                     | Nejvyšší známý člověk (Robert Wadlow)                                                                                              |            |                                       |
| 100        | 1 metr (m)                                         | 3,07 m                                     | Výška basketbalového koše |            |                                       |
| 100        | 1 metr (m)                                         | 5,5 m                                      | Žirafa (nejvyšší zvíře) |            |                                       |
| 100        | 1 metr (m)                                         | 8,95 m                                     | Světový rekord ve skoku dalekém (Mike Powell)                                                                                      |            |                                       |
| 101        | 10 m                                               | 18,4 m                                     | Vzdálenost od nadhazovače k domácí metě v baseballu                                                                                |            |                                       |
| 101        | 10 m                                               | 23 m                                       | Výška obelisku na pařížském Place de la Concorde                                                                                   |            |                                       |
| 101        | 10 m                                               | 27,43 m                                    | Vzdálenost mezi metami na baseballovém hřišti                                                                                      |            |                                       |
| 101        | 10 m                                               | 30 m                                       | Plejtvák obrovský (největší zvíře)                                                                                                 |            |                                       |
| 101        | 10 m                                               | 40 m                                       | Hloubka, ve které je uložen Eurotunel pod dnem moře                                                                                |            |                                       |
| 101        | 10 m                                               | 49 m                                       | Šířka hřiště pro americký fotbal                                                                                                   |            |                                       |
| 101        | 10 m                                               | 52 m                                       | Niagarské vodopády |            |                                       |
| 101        | 10 m                                               | 55 m                                       | Šikmá věž v Pise |            |                                       |
| 101        | 10 m                                               | 62 m                                       | Džoserova pyramida |            |                                       |
| 101        | 10 m                                               | 70 m                                       | Šířka typického fotbalového hřiště                                                                                                 |            |                                       |
| 101        | 10 m                                               | 91 m                                       | Délka hřiště pro americký fotbal                                                                                                   |            |                                       |
| 102        | 100 m                                              | 105 m                                      | Délka typického fotbalového hřiště                                                                                                 |            |                                       |
| 102        | 100 m                                              | 112 m                                      | Sekvoj vždyzelená (nejvyšší strom)                                                                                                 |            |                                       |
| 102        | 100 m                                              | 137 m                                      | Chufuova pyramida (dnes, původně 147 m)                                                                                            |            |                                       |
| 102        | 100 m                                              | 300 m                                      | Eiffelova věž |            |                                       |
| 102        | 100 m                                              | 340 m                                      | Vzdálenost, kterou ve vzduchu zvuk urazí za jednu sekundu (viz rychlost zvuku)                                                     |            |                                       |
| 102        | 100 m                                              | 458 m                                      | Knock Nevis (největší tanker na světě, 2010 sešrotován)                                                                            |            |                                       |
| 102        | 100 m                                              | 553 m                                      | CN Tower (do roku 2007 nejvyšší pozemní nekotvená budova světa)                                                                    |            |                                       |
| 102        | 100 m                                              | 646,38 m                                   | Vysílač Konstantynow (bývalá nejvyšší pozemní stavba, zřítila se 8. srpna 1991)                                                    |            |                                       |
| 102        | 100 m                                              | 682 m                                      | délka Václavského náměstí v Praze                                                                                                  |            |                                       |
| 102        | 100 m                                              | 983 m                                      | Tugela – nejvyšší vodopád světa (Jihoafrická republika)                                                                            |            |                                       |
| 103        | 1 kilometr (km)                                    | 1,609 km                                   | Statutární míle |            |                                       |
| 103        | 1 kilometr (km)                                    | 1,852 km                                   | Námořní míle |            |                                       |
| 103        | 1 kilometr (km)                                    | 3,5 km                                     | Typická délka vzletové a přistávací dráhy na velkém letišti                                                                        |            |                                       |
| 103        | 1 kilometr (km)                                    | 8,8 km                                     | Mount Everest (nejvyšší hora světa)                                                                                                |            |                                       |
| 104        | 10 km                                              | 10,9 km                                    | Marianský příkop (nejhlubší místo světa)                                                                                           |            |                                       |
| 104        | 10 km                                              | 25 km                                      | Olympus Mons na Marsu (nejvyšší hora Sluneční soustavy)                                                                            |            |                                       |
| 104        | 10 km                                              | 31 km                                      | Světový rekord v seskoku padákem (Joseph Kittinger)                                                                                |            |                                       |
| 104        | 10 km                                              | 33 km                                      | Doverská úžina (nejužší místo Lamanšského průlivu)                                                                                 |            |                                       |
| 104        | 10 km                                              | 35 km                                      | Nejvyšší pilotovaný let balónem (Malcolm D. Ross a Victor E. Prather)                                                              |            |                                       |
| 104        | 10 km                                              | 42,195 km                                  | Maratónský běh |            |                                       |
| 104        | 10 km                                              | 53,9 km                                    | Tunel Seikan (nejdelší tunel na světě)                                                                                             |            |                                       |
| 104        | 10 km                                              | 65 km                                      | délka metra v Praze v roce 2015 |            |                                       |
| 105        | 100 km                                             | 111 km                                     | Jeden stupeň zeměpisné šířky na Zemi                                                                                               |            |                                       |
| 105        | 100 km                                             | 257 km                                     | Vzdálenost Praha–Brno po železnici                                                                                                 |            |                                       |
| 105        | 100 km                                             | 305 km                                     | Délka závodu Formule 1 (trvajícího zhruba 90 minut)                                                                                |            |                                       |
| 105        | 100 km                                             | 560 km                                     | Vzdálenost Bordeaux–Paříž (nejdelší jednodenní cyklistický profesionální závod)                                                    |            |                                       |
| 105        | 100 km                                             | 975 km                                     | Ceres (největší planetka Sluneční soustavy)                                                                                        |            |                                       |
| 106        | 1000 km 1 megametr (Mm)                            | 1375 km                                    | Délka české dálniční sítě v provozu v září 2023                                                                                    |            |                                       |
| 106        | 1000 km 1 megametr (Mm)                            | 3480 km                                    | Průměr Měsíce |            |                                       |
| 106        | 1000 km 1 megametr (Mm)                            | 5200 km                                    | Typická vzdálenost, kterou urazí účastníci automobilového závodu 24 hodin Le Mans                                                  |            |                                       |
| 106        | 1000 km 1 megametr (Mm)                            | 6400 km                                    | Velká čínská zeď |            |                                       |
| 106        | 1000 km 1 megametr (Mm)                            | 6600 km                                    | Nil, Amazonka (dvě nejdelší řeky světa)                                                                                            |            |                                       |
| 106        | 1000 km 1 megametr (Mm)                            | 7821 km                                    | Délka kanadské dálniční sítě Trans-Canada Highway                                                                                  |            |                                       |
| 106        | 1000 km 1 megametr (Mm)                            | 9355 km                                    | Délka české železniční sítě na konci roku 2022                                                                                     |            |                                       |
| 107        | 10 Mm                                              | 12 576 km                                  | Rovníkový průměr Země |            |                                       |
| 107        | 10 Mm                                              | 40 075 km                                  | Obvod zemského rovníku |            |                                       |
| 107        | 10 Mm                                              | 108                                        | 100 Mm | 142 984 km | Průměr planety Jupiter                |
| 384 000 km | Střední vzdálenost Měsíce od Země                  | 108                                        | 100 Mm |            |                                       |
| 109        | 1 gigametr (Gm)                                    | 1 390 000 km                               | Průměr Slunce |            |                                       |
| 109        | 1 gigametr (Gm)                                    | 3 600 000 km                               | Rekordní vzdálenost nacestovaná jedním automobilem (Volvo P-1800S z roku 1966, stále v provozu)                                    |            |                                       |
| 10         | 10 Gm                                              |                                            | |            |                                       |
| 1011       | 100 Gm                                             | 150×106 km                                 | Astronomická jednotka (AU), střední vzdálenost Země od Slunce                                                                      |            |                                       |
| 1011       | 100 Gm                                             | 900×106 km                                 | Optický průměr Betelgeuze |            |                                       |
| 1012       | 1 terametr (Tm)                                    | 1,4×109 km                                 | Vzdálenost Saturnu od Slunce (perihélium 1 349 467 375 km, afélium 1 503 983 449 km)                                               |            |                                       |
| 1012       | 1 terametr (Tm)                                    | 1,5×109 km                                 | přibližný poloměr zatím (2024) největších známých hvězd (VY Canis Majoris, Stephenson 2-18, UY Scuti etc.) a jeho teoretický limit |            |                                       |
| 1012       | 1 terametr (Tm)                                    | 5,9×109 km                                 | Vzdálenost Pluta od Slunce |            |                                       |
| 1013       | 10 terametr (Tm)                                   | 19,30×109 km                               | Vzdálenost Voyageru 1 od Slunce (dosud nejvzdálenější lidský výtvor) na konci října 2014 , tj. přibližně 129 AU                    |            |                                       |
| 1014       | 100 Tm                                             |                                            | |            |                                       |
| 1015       | 1 petametr (Pm)                                    | 7,5–15×1012 km                             | Oortův oblak |            |                                       |
| 1015       | 1 petametr (Pm)                                    | 9,46×1012 km                               | Světelný rok (ly), vzdálenost, kterou světlo urazí za rok                                                                          |            |                                       |
| 1016       | 10 Pm                                              | 3,26 ly                                    | Parsek (pc) |            |                                       |
| 1016       | 10 Pm                                              | 4,22 ly                                    | Proxima Centauri (nejbližší hvězda)                                                                                                |            |                                       |
| 1017       | 100 Pm                                             |                                            | |            |                                       |
| 1018       | 1 exametr (Em)                                     |                                            | jeden exametr odpovídá vzdálenosti 106 ly (světelných let)                                                                         |            |                                       |
| 1019       | 10 Em                                              |                                            | |            |                                       |
| 1020       | 100 Em                                             |                                            | 252 Em (26 700 světelných let – vzdálenost od Slunce k centru naší galaxie (Galaxie Mléčná dráha), resp. (Sagittarius A*)          |            |                                       |
| 1021       | 1 zettametr (Zm)                                   | 100 000 ly                                 | Průměr galaktického disku Mléčné dráhy                                                                                             |            |                                       |
| 1021       | 1 zettametr (Zm)                                   | 50 kpc                                     | Vzdálenost SN 1987a (poslední supernova viditelná pouhým okem)                                                                     |            |                                       |
| 1021       | 1 zettametr (Zm)                                   | 52 kpc                                     | Vzdálenost k Velkému Magellanovu mračnu                                                                                            |            |                                       |
| 1022       | 10 Zm                                              | 725 kpc                                    | Vzdálenost ke galaxii Andromeda (725 kiloparseků odpovídá 2 500 000 ly)                                                            | 1,6 Mpc    | Průměr Místní skupiny galaxií         |
| 1022       | 10 Zm                                              | 1023                                       | 100 Zm | 10–20 Mpc  | Vzdálenost ke Kupě galaxií v Panně    |
| 1024       | 1 yottametr (Ym)                                   | 60 Mpc                                     | Průměr Místní nadkupy galaxií |            |                                       |
| 1025       | 10 Ym                                              |                                            | |            |                                       |
| 1026       | 100 Ym                                             | 13×109 ly                                  | Nejvzdálenější objevené kvasary |            |                                       |
| 1026       | 100 Ym                                             | 13,7×109 ly                                | Hubbleova vzdálenost – vzdálenost, kterou by světlo urazilo v plochém (statickém) vesmíru od velkého třesku                        |            |                                       |
| 1026       | 100 Ym                                             | 46,5×109 ly                                | Současný vlastní (souhybný) poloměr pozorovatelného vesmíru                                                                        |            |                                       |